# Maria Kaczyńska
Maria Helena Kaczyńska, nata Mackiewicz (Machowo, 21 agosto 1942 – Smolensk, 10 aprile 2010), è stata un'economista e first lady polacca, ruolo ricoperto dal 2005 al 2010 in quanto moglie del Presidente della Polonia Lech Kaczyński.

## Biografia

### Gioventù e vita privata
Maria Helena Mackiewicz nacque a Machowo, oggi in Bielorussia, da Lidia (1916-2004) e Czesław Mackiewicz (1910-1976); il padre combatté nell'Armia Krajowa (l'Esercito polacco) a Vilnius, mentre uno degli zii combatté nel II Corpo Polacco del Generale Władysław Anders nella Battaglia di Montecassino; un altro zio fu ucciso dalla Polizia Segreta Sovietica NKVD nel massacro di Katyn'.
Maria Kaczyńska frequentò le scuole primarie e secondarie a Rabka Zdrój, nella Polonia meridionale. Studiò economia dei trasporti e commercio estero a Sopot, in quella che oggi è l'Università di Danzica. Dopo essersi laureata nel 1966, lavorò all'Istituto Marittimo di Danzica, dove incontrò Lech Kaczyński nel 1976; i due si sposarono nel 1978. Dal loro matrimonio nacque una figlia, Marta, nata nel giugno 1980, e in seguito due nipoti, Ewa e Martyna. Oltre alla sua lingua madre, il polacco, Maria parlava inglese, francese, oltre a spagnolo e russo di base.

### First ladydella Repubblica Polacca

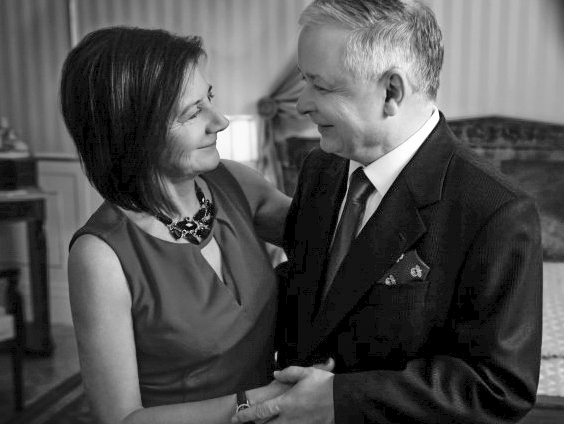
Il presidente Kaczyński in compagnia di sua moglie.

Il 23 dicembre 2005 Maria Kaczyńska assistette all'investitura di suo marito Lech alla carica di presidente della Repubblica nel corso di una cerimonia ufficiale che si tenne presso la Camera dei deputati. La coppia presidenziale dichiarò che avrebbe preso domicilio a Palazzo Koniecpolski. Da allora la nuova first lady assunse il ruolo di accogliere gli ospiti del palazzo nel corso di pranzi e cene ufficiali e durante le cerimonie per il conferimento di decorazioni e onorificenze.
La stampa sottolinea la rilevante influenza avuta da Maria Kaczyńska sul marito; le fu anche attribuito il ruolo di Specjalny Wysłannik Prezydenta RP – inviato speciale del Presidente della Polonia). Essa prese inoltre le prime misure per dare sostegno a iniziative benefiche e caritative come ad esempio il  Galą Charytatywn che celebrava il 60º anniversario dell'UNICEF. Anche a livello personale Maria sostenne iniziative benefiche quali la costruzione in Ruanda di una scuola che accogliesse bambini non vedenti.
Malgrado quello che molti consideravano il conservatorismo morale del partito che appoggiava il presidente, Maria Kaczyńska prese alcune iniziative per dare voce ad idee diverse. Organizzò ad esempio una riunione nel palazzo presidenziale con alcune esponenti degli ambienti femministi dando loro modo di esprimere le proprie opinioni sulla depenalizzazione dell'aborto e dell'eutanasia in tale sede istituzionale. Questa apertura mentale le valse la disapprovazione degli ambienti più conservatori. La sua presa di posizione a favore della legalizzazione della fecondazione in vitro sorprese il cognato Jaroslaw Kaczyński, il cui partito Diritto e Giustizia (Prawo i Sprawiedliwość, PiS) era nettamente contrario.

### Morte
Il 10 aprile 2010, alle 10:56 MSD (8:56 UTC) Maria Kaczyńska e il marito, il Presidente Lech Kaczyński, morirono quando il Tupolev Tu-154M sul quale viaggiavano si schiantò al suolo nel tentativo di atterrare alla base aerea di Smolensk, presso la città russa di Smolensk. I sette membri dell'equipaggio e tutti gli altri 89 passeggeri a bordo rimasero uccisi, incluso il Presidente. I coniugi Kaczyński si stavano dirigendo insieme a molte altre importanti figure della politica polacca a commemorare il 70º anniversario del massacro di Katyn', avvenuto durante la seconda guerra mondiale, in cui migliaia di soldati polacchi furono trucidati dalla polizia segreta sovietica.
La camera mortuaria di Lech Kaczyński e della moglie Maria è stata allestita al Palazzo Presidenziale a Varsavia. Essi sono stati seppelliti nella Cattedrale del Wawel a Cracovia, dopo i funerali di stato celebrati nella Basilica di Santa Maria il 18 aprile 2010, sempre a Cracovia. Questa decisione ha sollevato molte controversie in Polonia, dato che la Cattedrale del Wawel e la Cripta di San Leonardo sono il luogo di sepoltura di diversi sovrani di Polonia e di eroi nazionali. Molti considerano che Lech Kaczyński sia stato un'importante figura nella storia polacca, e pertanto avrebbe dovuto essere sepolto in un luogo degno, ma non nel Wawel.